# Логинов, Святослав Владимирович
Святосла́в Влади́мирович Ло́гинов (настоящая фамилия Витман; род. 9 октября 1951) — советский и российский писатель, работающий в жанрах научной фантастики и фэнтези, лауреат премий «Аэлита», «Странник», «Интерпресскон».

## Биография
Родился в городе Ворошилове, ныне Уссурийске Приморского края. В 1952 году попал на постоянное жительство в Ленинград. Ещё в детстве Святослав сочинял истории, первоначально устные. Также в детстве он увлекался чтением фантастики, постоянно отыскивая новинки и букинистические издания. В школе писал много сочинений и уже после школы, в 1969 году создал прозаический текст, похожий на сочинение, но в то же время являющийся полноценным рассказом. Увлекался также химией, один раз занял призовое место на Всесоюзной школьной олимпиаде по химии.
Окончил химическую школу и химический факультет Ленинградского государственного университета. Работал стажёром в Институте прикладной химии, научным сотрудником в НИИ антибиотиков и ферментов медицинского назначения, разнорабочим, инженером в СКБ «Счётмаш», начальником бюро на заводе Климова, грузчиком в магазине, учителем химии, ночным сторожем, во время перестройки — редактором в нескольких издательствах.
В апреле 1974 года Святослав начал участвовать в заседаниях только что возникшего семинара молодых фантастов, руководителем которого являлся Борис Стругацкий. Святослав появился на этом семинаре одновременно с Вячеславом Рыбаковым.
В юности Святослав писал главным образом миниатюры. Одна из них — «Грибники» («По грибы») — в 1975 году была напечатана в журнале «Уральский следопыт»; так состоялась одна из первых публикаций Святослова Витмана, тогда ещё под настоящей его фамилией. Однако знающие люди предупредили автора: «Если хочешь издаваться чаще, чем раз в шесть лет, — поменяй фамилию». Святослав так и сделал, взяв девичью фамилию матери. 
Постепенно миниатюры Логинова стали перерастать в полнообъёмные рассказы. Кроме фантастики, Логинов начал писать историко-биографическую прозу; следующим шагом явилось написание в том числе исторической фантастики. В 1981 году в приложении к журналу «Молодая гвардия» вышла брошюра «Быль о сказочном звере», включившая в себя шесть фантастических рассказов Логинова. В том же году был опубликован другой его сборник рассказов — «Если ты один». С 1981 года произведения Логинова регулярно издаются в различных журналах и сборниках.
В 1990 году Логинов принял участие в международном конвенте фантастов Орфкон (ранее предполагавшееся название СОЦКОН-90), проходившем в Бургасе (Болгария) 3—9 сентября 1990 года. Член Союза писателей Санкт-Петербурга, Союза писателей России и Союза российских писателей.
В 1991—1992 годах Логинов написал изданный в 1995 году роман «Многорукий бог далайна», основой для которого стали настольная игра, изобретённая Святославом ещё в подростковом возрасте, и двухтомный монгольско-русский словарь, использованный Логиновым для ряда названий и собственных имён, присутствующих в романе. Роман получил ряд премий в области фантастики: «Интерпресскон» (1995), Беляевскую премию (1995), «Фанкон» (1995), «Золотой Дюк». Был номинирован на премию «Странник» в 1996 году.
Лауреат премий «Аэлита» (2008), «Странник» (2003), «Интерпресскон» (1995, 1998, 1999, 2006), Беляевской премии (1995), «Великое кольцо» (1983), «Портал» (2007).
На «Интерпрессконе-2003» портал «Русская фантастика» отдал Логинову свою специальную премию, присуждаемую по результатам голосования посетителей и редакторов сети серверов «РФ», за роман «Свет в окошке» (М.: ЭКСМО-Пресс, 2003).

## Семья
Жена — Татьяна Борисовна Витман (1953—2020), советский и российский филолог-языковед и литературовед, кандидат филологических наук, доцент, преподавала в СПбГЭУ.
Имеет двух сыновей.
Сестра — Ирина Владимировна Шраго (род. 1958), педагог, исполнительница песен под гитару.
Брат — Витман Александр Владимирович (1950—2010), физик.

## Особенности творчества
Критик Василий Владимирский отмечал, что в прозе Логинова сочетаются, с одной стороны, характерное для всех выпускников семинара Бориса Стругацкого высокое профессиональное мастерство, с другой — «глубокая эрудиция и способность находить тему для разговора не только и не столько среди злободневных проблем дня сегодняшнего». Особенность, отличающая стиль Логинова от стиля большинства авторов его поколения, — «отсутствие нервозности, повышенного эмоционального накала, пронизывающего текст и передающего ощущения героев, постоянно находящихся на грани психологического срыва. Короткие рубленые фразы, наползающие друг на друга, сбитый ритм, какофония образов и ассоциаций — это очень сильные и очень интересные литературные приёмы, и как приёмами Логинов прекрасно ими владеет».

## Взгляды
По собственному признанию, Логинов является воинствующим атеистом: «…Во всех моих книгах я так или иначе нападаю на церковь и само понятие бога, которое считаю наиболее отвратительным из всего, до чего додумался извращённый разум».
В 2002 году в статье «О графах и графоманах, или Почему я не люблю Льва Толстого» Святослав Логинов подверг резкой критике творчество Толстого.
В 2012 году одобрил панк-молебен группы «Pussy Riot» в храме Христа Спасителя.

## Изданные книги
- Быль о сказочном звере — фантастические рассказы, 1990
- Если ты один — фантастическая повесть и рассказы, 1990
- Многорукий бог далайна — фантастический роман, 1994
- Страж Перевала — фантастические повести и рассказы, 1996
- Чёрная кровь — фантастический роман (совместно с Н. Перумовым) 1996
- Колодезь — роман, 1997
- Земные пути — фантастический роман, 1999
- Чёрный смерч — фантастический роман, 1999
- Железный век — рассказы, 2001
- Мёд жизни — рассказы, 2001
- Картёжник — фантастические произведения, 2001
- Свет в окошке — фантастический роман, 2002
- Имперские ведьмы — роман, 2004
- Дорогой широкой — роман, 2005
- Россия за облаком — роман, 2007
- Закат на планете Земля — сборник рассказов и повестей, 2009
- Ось Мира / Медынское золото — сборник повестей, 2011

### Романы
- Многорукий бог далайна (1995)
- Чёрная кровь (1996) (совместно с Н. Перумовым)
- Колодезь (1997)
- Земные пути (1999)
- Чёрный смерч (1999)
- Картёжник (2000)
- Свет в окошке (2003)
- Имперские ведьмы (2004)
- Атака извне (2005) (дописан по черновикам скончавшегося Б. Зеленского)
- Дорогой широкой (2005)
- Россия за облаком (2007)[14]

Данный список является неполным.

### Повести
- Во имя твоё // Если ты один, 1990
- Я не трогаю тебя // Огонь в колыбели, 1990
- Миракль рядового дня // Сизиф, 1991, № 1
- Закат на планете Земля // Часы с вариантами, 1992
- Квест // Чёрный смерч, 1999
- Вокруг Гекубы // Картёжник, 2000
- Тени большого города // Полдень XXI век, 2004, № 2

### Рассказы
- Jus Naturae // Химия и жизнь XXI век, 1998, № 7
- Monstrum magnum // Концерт бесов, 1991
- Автопортрет // Империя, 1998, № 1
- Адепт Сергеев // Изобретатель и рационализатор, 1984, № 1
- Антиникотиновое // Радуга (Киев), 1997, № 1
- Барская пустошь // Если, 2006, № 9
- Белое и чёрное // Если, 2007, № 4
- Беспризорник // Химия и жизнь, 1986, № 3
- Биоавтомат // Энергия, 1986, № 11
- Большая дорога // Если, 2001, № 10
- Бунтовщик // Наука и религия, 1984, № 11
- Быль о сказочном звере // Быль о сказочном звере, 1990
- Ветер с моря // Искорка, 1981, № 4
- Взгляд долу // Дверь с той стороны, 1990
- Вот в чём соль // Необъятный двор, 1991
- Встречная полоса // Если, 2008, № 1
- Второе начало // Химия и жизнь, 1987, № 2
- Второй // Звёздная дорога, 2000, № 8
- Ганс Крысолов // День свершений, 1988
- Гений Земли // Необъятный двор, 1991
- Гибель замка Рэндол // Если, 2006, № 4
- Глас вопиющего // Полдень XXI век, 2005, № 4
- Гнёздышко // Реальность фантастики, 2006, № 3
- Дачники // Нива Царицынская, 1991, № 1
- Денежная история // Часы с вариантами, 1992
- Добрая Дуся // Химия и жизнь, 1987, № 2
- Долина Лориэн // Если, 2002, № 6
- Дом у дороги // Концерт бесов, 1991
- Домик в деревне // Пятая стена, 2002
- Драконы Полуночных гор // Чёрный смерч, 1999
- Единая пядь // Мёд жизни, 2001
- Если ты один // Если ты один, 1990
- Железный век // Изобретатель и рационализатор, 1982, № 9
- Живые души // Фантастика-2000, М., 2000
- Жил-был… // Техника-молодёжи, 1998, № 3
- Замошье // Страж Перевала, 1996
- Заяц, которого не поймали // Колобок, 1988, № 2
- Зверь // Необъятный двор, 1991
- Зелёный куст // Дружба, 1987
- Землепашец // Фантастика 2001 \\\ Железный век, 2001
- Змейко // Техника-молодёжи, 2001, № 1
- И тогда ты берёшь меч // Фэнтези-2006
- Изба с краю // Мёд жизни, 2001
- Икар // Фантакрим MEGA, 1991, № 3
- Исцелися сам // Химия и жизнь, 1984, № 4
- К вопросу о природе вампиров // Мёд жизни, 2001
- К вопросу о классификации европейских драконов
- Как я охранял природу
- Капкан на гения // Химия и жизнь, 1987, № 2
- Квартира // Мёд жизни, 2001
- Книжник // Мёд жизни, 2001
- Комар // Мёд жизни, 2001
- Коммуналка // Звёздная дорога, 2000, № 9
- Комплекс неполноценности // Химия и жизнь, 1987, № 2
- Крылья // Космос, 1987
- Лёгкая работа // Часы с вариантами, 1992
- Лес господина графа // Если, 2005, № 4
- Мамочка // Звёздная дорога, 2003, № 7/8
- Машенька // Быль о сказочном звере, 1990
- Мёд жизни // Чудеса и диковины, 1992, № 1
- Мемурашки // Мёд жизни, 2001
- Микрокосм // Искатель, 1987, № 6
- Миротворец // Фантакрим MEGA, 1992, № 1
- На острие // Картёжник, 2000
- На пороге дома // Космос, 1987
- Нестандартный индивид // Искорка, 1981, № 4
- Нобелевская премия // Хочу всё знать, 1981
- О чём плачут слизни // Если, 2003, № 8
- Оберег у Пустых Холмов // Если, 1996, № 1
- Огород // Техника-молодёжи, 2000, 5
- Одиночка // Если, 2007, № 6
- Осторожно, двери открываются // Реальность фантастики, 2003, № 6
- Острый сюжет // Часы с вариантами, 1992
- ОТК // Мир фантастики, 2006, № 2
- Охотник // Глобус, 1986
- По грибы // Уральский следопыт, 1975, № 4
- Работник // Фантакрим MEGA, 1992, № 1
- Равен богу // Искатель, 1997, № 6
- Раз, два, три, четыре… // Кредо, 2005
- Размышляющий // Необъятный двор, 1991
- Рука судьбы // Фэнтези-2005-2
- Самомнение // Энергия, 1984, № 1
- Свечка // МиФ, 1991, № 1
- Сергей Петрович из 6-а // Искорка, 1986, № 3
- Симпатичный контакт // Космос, 1987
- Сказочки для деточек // Дилижанс, 1996, № 1
- Случайность // Хочу всё знать, 1983
- Смирный Жак // Синяя дорога, 1984
- Солёные огурчики // Уральский следопыт, 1988, № 12
- Сонник // Если, 2007, № 9
- Состязание // Энергия, 1986, № 11
- Спонсор // Фантастика-2002-2
- Способность удивляться // Вокруг света, 1985, № 1
- Страж Перевала // Техника-молодёжи, 1988, № 3-4
- Считая тайной // Всё подряд, 1991, № 1
- Там, на востоке // Полдень XXI век, 2002, № 2
- Тёмный глаз // Памир, 1983, № 2
- Темпоральная машинерия // Реальность фантастики, 2007, № 4
- Успею // Железный век, 2001
- Фазовый переход // Мёд жизни, 2001
- Фундамент // Техника-молодёжи, 1999, № 12
- Хозяин // Страж Перевала, 1996
- Храбрый сон // Весёлые картинки, 1983, № 7
- Цели прогресса // Если ты один, 1990
- Цирюльник // ЗС, 1983, № 7
- Часы // Если, 1995, № 5
- Чисть // Реальность фантастики, 2006, № 12
- Шишак // Монстр, 1992
- Штандер // Искорка, 1981, № 4
- Щелкунчик // Необъятный двор, 1991
- Я не трогаю тебя // Огонь в колыбели, 1990
- Яблочко от яблоньки // Страж Перевала, 1996
- Ящера // Цех фантастов, 1990